# Taubenturm Manoir de Kerbeulven

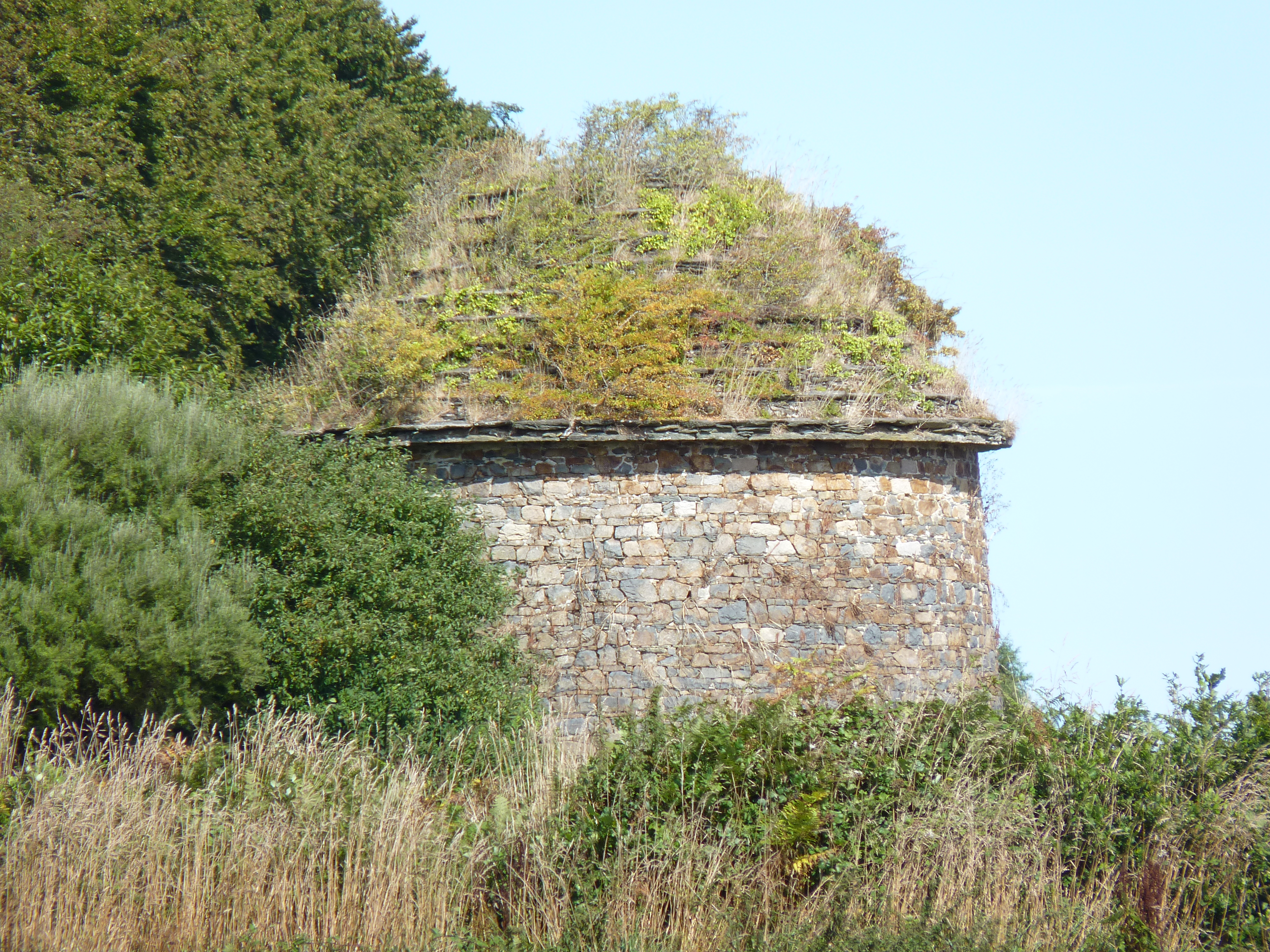
Taubenturm in Penvénan

Der Taubenturm (französisch colombier oder pigeonnier) des Manoir de Kerbeulven in Penvénan, einer französischen Gemeinde im Département Côtes-d’Armor in der Region Bretagne, wurde im 17. Jahrhundert errichtet. Der Taubenturm steht seit 1970 als Monument historique auf der Liste der Baudenkmäler in Frankreich.
Der Turm aus Bruchsteinmauerwerk besitzt ein Dach, das ebenfalls aus dem heimischen Granit gefertigt wurde.